# Сулішев
Сулішев (пол. Suliszew) — село в Польщі, у гміні Новий Кавенчин Скерневицького повіту Лодзинського воєводства.
Населення — 140 осіб (2011).
У 1975-1998 роках село належало до Скерневицького воєводства.

## Демографія
Демографічна структура станом на 31 березня 2011 року:
|          | Загалом | Допрацездатний вік | Працездатний вік | Постпрацездатний вік |
| -------- | ------- | ------------------ | ---------------- | -------------------- |
| Чоловіки | 75      | 11                 | 57               | 7                    |
| Жінки    | 65      | 13                 | 38               | 14                   |
| Разом    | 140     | 24                 | 95               | 21                   |